# Démographie de Nauru
La population de Nauru est estimée (en 2011) à 10 084 habitants soit le 227e pays en termes de classement. Le pays ayant une superficie de 21,3 km2, cela représente une densité de population de 480 hab/km2. D'autres sources estiment cependant que la population en 2007 est située dans une fourchette de 7 500 à 8 000 habitants.
Composée en majorité de Nauruans, la population comprend également des Chinois, des Océaniens et des Occidentaux. La langue officielle est le nauruan (l'anglais étant également très parlé) et la religion principale est le christianisme (majoritairement protestantisme).
Souffrant de diverses maladies dues à une mauvaise hygiène de vie, la population a une espérance de vie moyenne de 64,99 années en 2010. Le taux de natalité était de 28,16 naissances pour mille habitants en 2010.
La grande majorité de la population de Nauru est regroupée sur la mince bande côtière, notamment dans la seule agglomération du pays située au Sud-Ouest de l'île. Une petite partie de la population vit sur le plateau central autour de la lagune Buada.

## Structure de la population

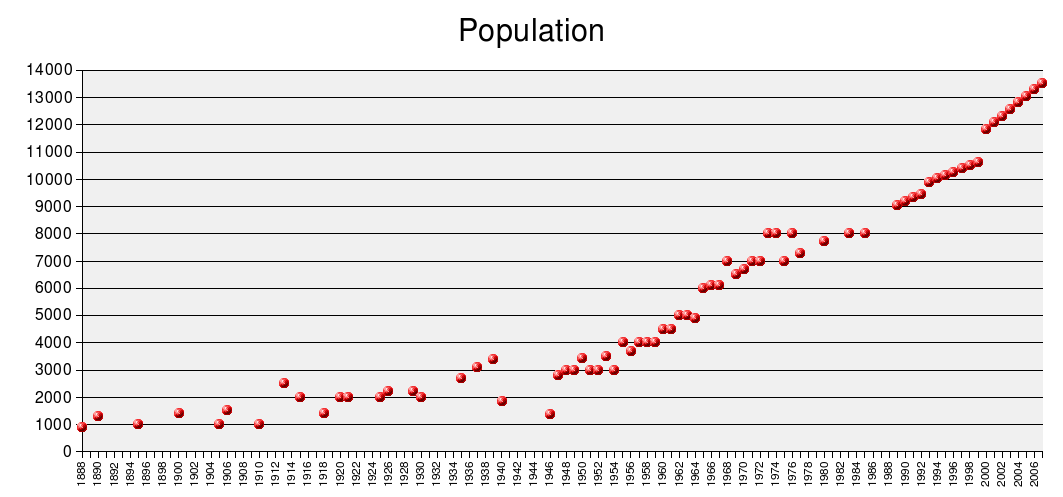
Courbe de croissance de la population de Nauru

Nauru ne compte que 10 084 habitants selon une estimation de 2011 ce qui en fait le troisième pays le moins peuplé au monde, juste devant Niue et le Vatican, et derrière les Tuvalu. Cependant, le dernier recensement effectué sur Nauru en 2002 donne une population totale de 9 872 et certaines sources estiment que la population de l'île est située en 2007 dans une fourchette de 7 500 à 8 000 résidents en raison du rapatriement de la plupart des travailleurs Gilbertins, Marshallais et Tuvaluans courant 2006
En raison de l'extraction du phosphate commencée au début du XXe siècle sur le plateau central, la population, qui vivait auparavant sur toute l'île, s'est concentrée sur le littoral. Avec l'urbanisation, une agglomération continue s'est alors peu à peu constituée, en particulier sur la côte Sud-Ouest. Une petite fraction vit néanmoins encore sur le plateau central, autour de la lagune Buada. Nauru possède la plus forte densité de population de l'Océanie, avec 480 hab/km2. Localement, en bordure de littoral, la densité de population atteint désormais 3 000 hab/km2.

## Natalité

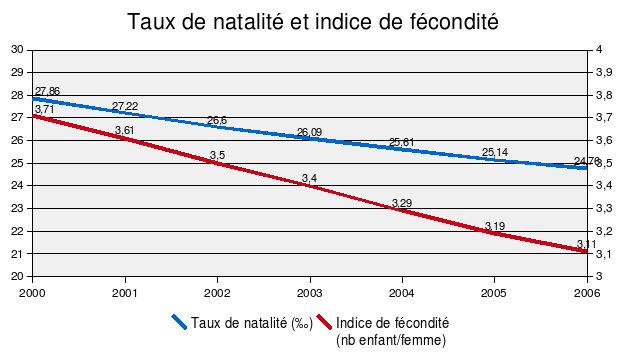
Diagramme du taux de natalité et de l'indice de fécondité à Nauru

## Mortalité

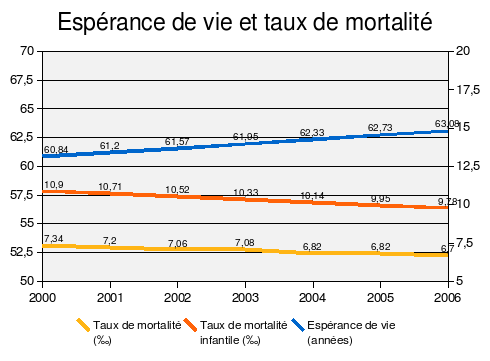
Diagramme de l'espérance de vie, du taux de mortalité et du taux de mortalité infantile à Nauru

À partir de l'indépendance de Nauru le 31 janvier 1968 et la nationalisation de la Nauru Phosphate Corporation en 1970, la population de l'île vit son niveau de vie augmenter considérablement. La société nauruane passa alors d'une économie de subsistance à une société  de consommation occidentalisée. Ce changement de mode de vie se révèle aujourd'hui néfaste sur la santé publique en diminuant l'espérance de vie.
Ainsi les mauvaises habitudes alimentaires (importation d'aliments et de boissons industriels) et d'hygiène de vie (tabac et sédentarité) suivies d'une baisse des quantités disponibles de nourriture et d'une inactivité (taux élevé de chômage) ont entraîné une hausse des cas de diabète de type 2 (40 % de la population ou 66 % des personnes de plus de 55 ans,, un des plus forts taux au monde), d'obésité (30 % des moins de 25 ans et 50 % des personnes âgées, le plus fort taux au monde), de surpoids (90 % des adultes), d'hyperuricémie, d'hypertension artérielle, de maladies du système digestif, de cirrhoses, de cancers, de maladies dentaires, d'insuffisances rénales et des maladies cardiaques. À cela s'ajoute un fort taux d'alcoolisme et une forte mortalité liée aux accidents de la route.

## Migration et composition culturelle

### Composition ethnique

Diagramme de la composition ethnique à Nauru (2007)

Les Nauruans viennent de populations micronésiennes et mélanésiennes arrivées sur Nauru dans l'Antiquité. Vers 1 200 av. J.-C., une nouvelle vague d'immigration est arrivée sur l'île en provenance des littoraux chinois via les Philippines.
La présence de population allochtone sur Nauru s'explique par son passé colonial. Lors de la colonisation de l'île en 1888, des Allemands travaillant dans l'administration et dans les missions chrétiennes s'installent sur l'île. Des Britanniques les rejoignent lorsque commence l'extraction du phosphate en 1906. Ces derniers introduisent alors de la main d'œuvre chinoise, gilbertine et carolinienne.
Au temps de l'âge d'or des phosphates, Nauru a aussi connu une certaine immigration venue de Chine, d'Asie du Sud-Est et des îles du Pacifique moins fortunées mais cette époque est aujourd'hui révolue. Au début des années 2000, ce sont surtout des demandeurs d'asile rejetés par l'Australie qui ont été transférés à Nauru dans le cadre de la solution du Pacifique, quelques-uns sont restés sur l'île. Et, depuis le milieu des années 2000, de nombreux étrangers émigrent à nouveau vers leur pays d'origine ; en 2005, un accord passé avec Taïwan a conduit au rapatriement courant 2006 des travailleurs Gilbertins et Tuvaluans ce qui fait de la minorité chinoise la plus importante de l'île.

### Religions

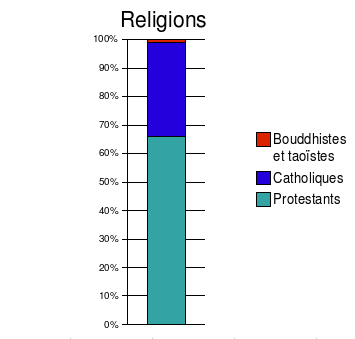
Diagramme des religions à Nauru

La religion la plus pratiquée à Nauru est le christianisme : environ deux tiers des Nauruans sont protestants, l'autre tiers étant catholique. Cette religion fut introduite à partir de 1888 avec les missions protestantes (Liebenzeller Mission) et catholiques (Missionnaires du Sacré Cœur). Quelques Nauruans sont bouddhistes ou taoïstes. Certaines Églises (Église de Jésus-Christ des saints des derniers jours et Témoins de Jéhovah) pratiquent encore des conversions auprès de travailleurs étrangers de la RONPHOS.

### Langues
Le nauruan est la langue officielle de Nauru. L'anglais, langue non officielle, est très utilisée parmi la population, dans l'administration et le commerce.

## Autres indicateurs sociaux

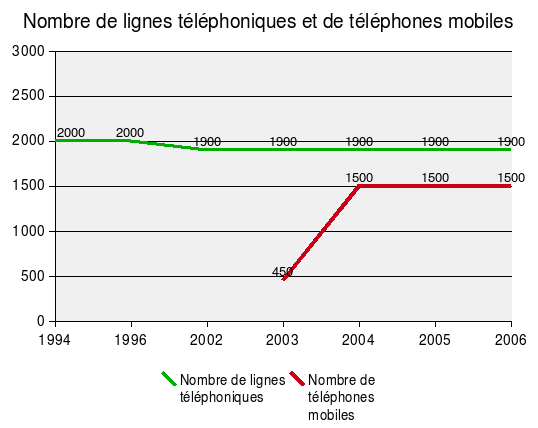
Nombre de lignes téléphones et de téléphones mobiles à Nauru

### Éducation
Durant la tutelle australienne, seules quelques bourses d'études étaient attribuées à des étudiants nauruans afin qu'ils poursuivent des études supérieures dans des universités australiennes. Après l'indépendance en 1968, le nombre de ses bourses d'études augmenta d'une vingtaine chaque année jusqu'en 1999. L'objectif de ces bourses était de fournir aux Nauruans des formations qualifiées qui ne sont pas disponibles sur l'île. En dépit de ces possibilités de formation, Nauru souffre d'un manque chronique d'employés dans les domaines de la santé, de l'environnement, des banques, des télécommunications et judiciaire.

### Chômage et pauvreté
Le taux de chômage à Nauru touche depuis 2004 90 % de la population active alors qu'il était nul jusqu'en 2002. 95 % du chômage résultent de l'arrêt de l'extraction du phosphate, en raison de l'épuisement des réserves. Nauru représente l'archétype d'un pays totalement dépendant d'une mono-activité, en l'occurrence une industrie purement extractive, n'ayant pas donné lieu au développement d'activités connexes diversifiées, et dont la décroissance brutale, quoique prévisible, a entraîné une rupture de la plupart des équilibres. Néanmoins, l'indice de pauvreté n'est que de 12,1.

### Sida
Officiellement, aucun cas de sida n'a été relevé à Nauru depuis le début de l'épidémie mondiale. Néanmoins, le risque d'infection de la population est élevé sachant que de nombreux cas existent en Asie du Sud-Est et dans le reste de l'Océanie et que les Nauruans sont mal informés et peu préparés face aux maladies sexuellement transmissibles.

### Internet
En 2002, il y avait environ 300 utilisateurs d'Internet à Nauru pour 52 ordinateurs reliés à Internet (2006); les estimations actuelles sont d'environ 4158 connexions à Internet.

## Documentaire
- Nauru, la prison australienne, TNTV, 2018 [présentation en ligne] : Le documentaire déclare qu'un habitant sur dix est un prisonnier